# Milton Stanley Livingston
Milton Stanley Livingston (25 de maio de 1905 — 25 de agosto de 1986) foi um físico estadunidense.
Foi co-inventor do Cíclotron, juntamente com Ernest Lawrence e co-descobridor do princípio da focalização forte, com Ernest Courant e Hartland Snyder, que possibilitou o desenvolvimento dos modernos aceleradores de partículas em grande escala.